# Żałe (gmina)
Żałe (od 1973 Brzuze) – dawna gmina wiejska istniejąca do 1954 roku w woj. warszawskim, pomorskim i bydgoskim (dzisiejsze woj. kujawsko-pomorskie). Siedzibą gminy było Żałe.
Gmina Żałe powstała w 1867 roku w powiecie rypińskim w guberni płockiej. W okresie międzywojennym gmina Żałe należała do powiatu rypińskiego w woj. warszawskim. W 1933 roku gminę podzielono na 12 gromad. 1 kwietnia 1938 roku gminę Żałe wraz z całym powiatem rypińskim przeniesiono do woj. pomorskiego.
Podczas II wojny światowej gminę włączono do nowej Rzeszy i nazwano Schalensee.
Po wojnie, dekretem PKWN z 21 sierpnia 1944 o trybie powołania władz administracji ogólnej I-ej i II-ej instancji, uchylono wszelki zmiany w podziale administracyjnym państwa wprowadzone przez okupanta (Art. 11). Gmina Żałe weszła w skład terytorialnie zmienionego woj. pomorskiego, przemianowanego 6 lipca 1950 na woj. bydgoskie. 1 lipca 1952 z gminy Żałe wyłączono gromadę Giżynek włączając ją do gminy Zbójno. Według stanu z 1 lipca 1952 roku gmina Żałe składała się z 13 gromad. Gmina została zniesiona 29 września 1954 roku wraz z reformą wprowadzającą gromady w miejsce gmin.
Jednostki nie przywrócono 1 stycznia 1973  po reaktywowaniu gmin; utworzono natomiast jej terytorialny odpowiednik, gminę Brzuze.